# Karadak
Karadak (Servisch cyrillisch Карадак) is een plaats in de Servische gemeente  Raška. De plaats telt 72 inwoners (2002).